# Kigoma
Kigoma – miasto w zachodniej Tanzanii, ośrodek administracyjny regionu Kigoma, nad wschodnim brzegiem jeziorem Tanganika. Handel drewnem, bawełną i tytoniem. Przemysł spożywczy: rybołówstwo. Wydobycie rud niklu. W mieście znajduje się lotnisko oraz port śródlądowy. Miasto zamieszkuje 182 833 mieszkańców (2010).
Na jego przedmieściach znajduje się Ujiji, najstarsze miasto w zachodniej Tanzanii.

## Transport
W Kigomie kończy bieg centralna linia kolejowa. Na trasie prowadzony jest ruch pasażerski do Dar es Salaam.